# Amélie von Schwerin

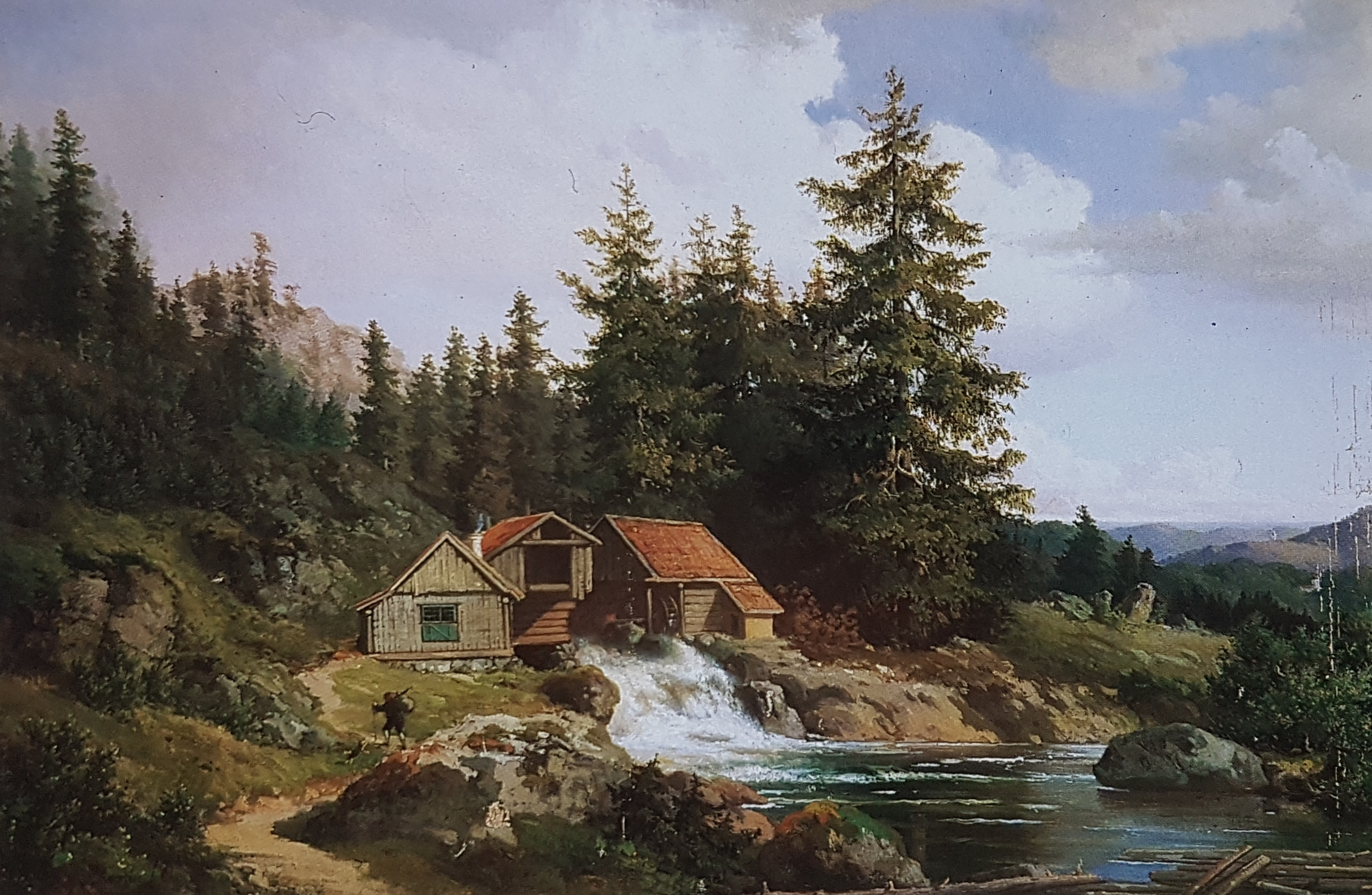
Sommarlandskap (Sommerlandschaft) von Amélie von Schwerin

Amélie Ulrika Sofia von Schwerin, geborene Amélie Ulrika Sofia Chrysander (* 2. April 1819 in Schonen; † 26. Januar 1897 in Düsseldorf) war eine schwedische Landschafts- und Tiermalerin.

## Leben
Amélie Ulrika Sofia Chrysander wurde am 2. April 1819 als Tochter von Johan Chrysander (1781–1831) und der Johanna Catharina, geborene von Essen af Zellie (1795–1852) geboren. Der Vater war als Pastor („kyrkoherde“) für die Gemeinden Färlöv und Strö im Bistum Lund in der schwedischen Provinz Schonen (Skåne) zuständig. Da als Geburtsort für die Brüder Carl Axel (* 1815) und August Theodor Chrysander (* 1817) jeweils die Gemeinde Färlöv angegeben wird und hier auch die Mutter verstorben ist, kann Färlöv auch als Geburtsort von Amélie angenommen werden.
Am 9. September 1836 – gerade 17 Jahre alt – heiratete Amélie den um 27 Jahre älteren Leutnant Adam Otto Freiherr von Schwerin (* 1798 in Stockholm, † 1866 in Düsseldorf), der einen Anteil des Landgutes Spantekow in Pommern und ein Haus in Düsseldorf besaß, wo er sich nach seinem Abschied 1833 niederließ. Die Ehe blieb kinderlos.
Ihre künstlerische Ausbildung erhielt Amelie 1855 bis 1858 privat in Düsseldorf, möglicherweise bei Hans Fredrik Gude oder Adolph Tidemand, deren Auffassung in ihren frühen Gemälden spürbar ist. Ebenfalls 1855 kam der norwegische Maler Anders Askevold nach Düsseldorf und wurde Privatschüler, dann Akademiestudent bei Gude. Er verkehrte im Kreis der in Düsseldorf studierenden oder auch bereits niedergelassenen skandinavischen Maler, zu dem auch Amélie von Schwerin gehörte. Beide – für Askevold belegt 1877/78 – begaben sich nach München, um sich im Atelier des Tiermalers Friedrich Voltz weiterzubilden. Dieser hatte eine eigenständige Landschaftsmalerei entwickelt, indem er Motive aus dem bayerischen Alpenvorland und dem Gebirge mit Tiermotiven – Rindern, Kühen und Schafen, gelegentlich mit Hirten – verband. Die Ortsangabe zu dem 1869 von Amélie von Schwerin in Breslau ausgestellten Gemälde „Reitersteinberg und die Mühlsturzhörner“ (bei Berchtesgaden) verweist auf einen entsprechenden Aufenthalt der Künstlerin in Bayern, dem weitere bayrische Motive folgten, wie Starnberger See (1875), Alpenlandschaft (1875) oder Chiemsee (o. Jahr), „Landschaft an der Ruhr“ (1860), Motive von der Sieg (ausgestellt 1869) oder ein „Motiv von Holland“ (1882) auf entsprechende Aufenthalte.
Nach ihrer Rückkehr nach Düsseldorf bildete das Haus von Amélie von Schwerin in der Jägerhofstraße für lange Zeit den Treffpunkt der skandinavischen und anderer Künstler. Ihre Gemälde, mit denen sie in zahlreichen Ausstellungen in Deutschland, Schweden oder Österreich vertreten war, wurden meist an private Sammler verkauft; einige Werke erwarb der schwedische Kunstverein in Gotenburg. Amélie von Schwerin starb am 26. Januar 1897 im Alter von 78 Jahren in Düsseldorf.

## Ausstellungsbeteiligungen
- 1859 bis 1867: Kunsthandlungen Eduard Schulte und Bismeyer & Kraus in Düsseldorf[7]
- Akademieausstellung Stockholm und Göteborg: „Landschaft an der Ruhr“, 1860
- Ausstellungen des Kunstvereins in Bremen 1862, 1864, 1868[8]
- Kunstausstellung des Kunstvereins für die Rheinlande und Westfalen, Düsseldorf 1864[9]
- Breslauer Kunst-Ausstellung. Veranstaltet von dem Schlesischen Kunst-Verein im Locale der Schlesischen vaterländischen Gesellschaft (Blücherplatz im Börsengebäude) 1869: Nr. 535. „Reitersteinberg und die Mühlsturzhörner“ (20 Frd'or), Nr. 536. „Landschaft“ (30 Frd'or); 1871: Nr. 466. „Motiv von der Sieg“ (18 Frd'or); 1873: Nr. 457. „Landschaft von der Sieg“ (250 Thlr.).
- Akademische Ausstellungen Berlin 1870 und Dresden 1871: „Landschaft mit Kühen an der Sieg“  (Boetticher, Nr. 1)
- Wien, Kunstausstellung der Weltausstellung 1873: „Landschaft“[10][11]
- Akademische Kunstausstellung Berlin 1874, Allgemeine deutsche Kunstausstellung Düsseldorf 1880: „Landschaft mit Vieh, Motiv aus Oberbayern, Morgenstimmung“ (Boetticher, Nr. 2)
- Stockholm, Akademieausstellung 1875: (Tierstück)[12]
- International Exhibition 1876: „Landschaft mit Vieh“ („Landscape with Cattle“), Report: Excellence in landscape and cattle[13]
- Akademische Kunstausstellung Berlin 1877: „Landschaft mit Kühen“ (Boetticher, Nr. 3)

## Werke im Kunsthandel (datiert)
- „Sommertag am See“, 1858; Öl/Lwd., 66 × 86 cm (Farbabb.: artnet)
- „Wassermühle am Bach in bergiger Landschaft“, 1858; Öl/Lwd., 58 × 85 cm; signiert: Düsseldorf 1858
- „Gebirgstal mit Mühle am Bach“, Öl/Lwd., 92,5 × 131,5 cm; signiert: Düs 1859[14]
- „Bauernhof unter Bäumen, davor Bauernfamilie und links Ziegen“, Öl/Lwd., 32 × 42 cm; signiert und bezeichnet Dü 1860[15]
- „Flusslandschaft mit Kühen und Hirte“, 1864; Öl/Lwd., 100 × 133 cm (Farbabb.: artnet)
- „Sommerlandschaft mit Kühen“, 1865; Öl/Lwd., 85 × 117 cm (Farbabb.: artnet)
- „Hütejunge mit Rindern“, 1873; Öl/Lwd., 31,5 × 50 cm (Farbabb.: artnet)
- „Alpenlandschaft“, 1874; Öl/Lwd. (Farbabb.: artnet)
- „Weidende Kühe am Seeufer“, 1875; Öl/Lwd., 84 × 131 cm; signiert und datiert 1875[16]
- „Starnberger See“, 1875; Öl/Lwd., 83,5 × 121,5 cm (o. Abb.: artnet)
- „Landschaft mit Binnensee“, 1879; Öl/Lwd., 64 × 84 cm (Farbabb.: artnet)
- „Landschaft mit Kühen. Motiv von Holland“, 1882; Öl/Lwd., 65 × 99 cm (Farbabb.: artnet)
- „Landschaft mit Kühen in Mondlicht“, 1883
- „Weidelandschaft mit Kühen“, 1886; Öl/Lwd. (Farbabb.: artnet)